# Mankono
Mankono est une ville de la Côte d'Ivoire qui se situe au centre-ouest du pays, dans le district administratif du Woroba plus précisément dans la région du Béré, à 455 km au nord d'Abidjan et à 212 km au nord de Yamoussoukro.
La ville de Mankono est limitée au sud par les départements de Béoumi, Zuénoula et Vavoua, au nord par Boundiali et Korhogo, à l'est par Katiola et à l'ouest par Séguéla.
Le département de Mankono couvre cinq sous-préfectures, Tiéningboulé, Marandallah, Bouandougou, Sarhala et Mankono même.
Erigée en poste administratif en 1898 puis en subdivision en 1902, c'est en 1979 que Mankono est devenue chef-lieu de département qui porte son nom.
Le département de Mankono était auparavant dans la région administrative du worodougou (pays de la kola) en Malinké, mais depuis le décret du 27 mars 2012 portant nouveau découpage administratif de la Côte d'Ivoire, le département de mankono se situe dans la région administrative du Béré.
Le département de Mankono compte 210 000 habitants et couvre une surface de 10 660 km2, ce qui en fait un des plus étendus du pays.
La ville est habitée par les populations Mandé qui sont en majorité des musulmans. Ils sont pour la plupart des marabouts , des commerçants, des guérisseurs ou des cultivateurs.
La nuit et le lendemain de la fête de la Tabaski, une fête coutumière est célébrée : le "Doh" seuls les hommes y participent.

## Administration
Une loi de 1978 a institué 27 communes de plein exercice sur le territoire du pays, dont celle de Mankono.
| Date d'élection | Identité         | Parti    | Qualité         | Statut |
| --------------- | ---------------- | -------- | --------------- | ------ |
| 1980            | KONE M           | PDCI-RDA | Homme politique | élu    |
| 1985            | Amara KARAMOKO   | PDCI-RDA | Homme politique | élu    |
| 1990            | Amara KARAMOKO   | PDCI-RDA | Homme politique | élu    |
| 1995            | Mme Eniss Kanaté | RDR      | Femme politique | élu    |
| 2001            | Alioune Kanaté   | RDR      | Femme politique | élu    |

Le département compte les sous-préfectures de Kongasso et Marandala.
Après les évènements de 2002, la ville, comme toutes les localités du nord du pays de la Côte d'Ivoire, a été placée sous l'administration du MPCI puis des Forces nouvelles de Côte d'Ivoire et se trouvait de fait sous l'autorité unique d'un « commandant de zone » ( « com-zone » ). Ce « commandant de zone » est désigné par le secrétaire général des Forces nouvelles de Côte d'Ivoire, Guillaume Soro, comme pour chacun des dix (10) secteurs de la zone nord ivoirienne, Mankono étant désignée depuis 2006 sous le terme de Zone no 4. Actuellement, il s'agit de Capi Bakayogo. Cette autorité existe toujours en 2008 et cohabite avec les fonctionnaires de l'État, préfet et sous-préfet, revenus dans la région.

## Représentation politique
| Date d'élection | Identité         | Parti | Qualité         | Statut |
| --------------- | ---------------- | ----- | --------------- | ------ |
| 2001            | Mme Eniss Kanaté | FPI   | Femme politique | élu    |

Le mandat de l’Assemblée nationale élue en 2001 s'achevait le 16 décembre 2005. Mais, en raison de la crise politico-militaire de 2002, les élections législatives n'ont pas eu lieu et l’Assemblée nationale en place est demeurée en fonction et a conservé ses pouvoirs.

## Société
Les monan et ouan sont de petits groupes ethniques localisés à Kongasso (Kongopla en langue monan et Kounahiri pour le ouan). Ces deux peuples ont les mêmes coutumes. Les monan s'apparentent beaucoup aux yacoubas. Le chef-lieu de canton des Monan est Bambalouma dont le premier chef de canton a été BOH Yahiri, village situé à 9 km de la sous-préfecture de Kongasso et celui des Ouan est Kounahiri.

### Démographie
| Rec.1975 | Rec. 1988 | Est. 2010 | 2021   |
| -------- | --------- | --------- | ------ |
| 6 524    | 10 826    | 100,000   | 74 165 |

### Éducation
C'est à Elima, au sud du pays, qu'est créée la première école officielle le 8 août 1887 avec pour instituteur Fritz-Émile Jeand'heur venu d'Algérie. Elle comptait alors 33 élèves africains qui seront les premiers lecteurs en langue française. Elle fonctionna pendant 3 ans avant d'être transférée en 1890 à Assinie par Marcel Treich-Laplène, le nouveau résident de France. Le 1er mars 1904, il y avait 896 élèves en Cote d'Ivoire pour une population estimée un peu supérieure à 2 millions d'habitants.
Mankono accueille l'une des 18 écoles de village créées en 1903. Elle comportait 46 élèves encadrés par 2 instituteurs.

### Santé
La ville est dotée d'un hôpital général dénommé Hôpital général de Mankono.

## Infrastructures
Aucune des voies reliant Mankono aux villes voisines, Boundiali, Séguéla, Zuénoula n’est bitumée ;  seule la voie menant à Bouaké et inaugurée en 2019 fait exception. Cette situation rend le département totalement enclavé.

## Personnalité liée à la ville
- Youssouf Falikou Fofana, footballeur
- Moussa Dosso, ministre de l'Emploi.
- Ibrahim Bacongo Cissé, ministre auprès du Président de la République chargé des Affaires politiques

## Villes voisines
- Bouaké à l'est, à 162 km. Bitumée jusqu'à Mankono. Cet ouvrage a été inauguré le 30 novembre 2019 lors de la visite du chef de l'État Alassane Ouattara.
- Séguéla à l'ouest, à 65 km. Aucun bitume.
- Boundiali au nord, à 229 km. Aucun bitume.
- Zuénoula au sud, à 79 km. Aucun bitume.